# Black-Ash Inheritance
Black-Ash Inheritance – wydany w 1997 roku minialbum melodic death metalowej grupy In Flames. Poprzedzał on album Whoracle.

## Lista utworów
1. "Goliaths Disarm Their Davids" – 4:54
2. "Gyroscope" – 3:26
3. "Acoustic Medley" – 2:37
4. "Behind Space (wersja na żywo)" – 3:37

## Twórcy
- Anders Fridén – śpiew
- Jesper Strömblad – gitara, perkusja
- Glenn Ljungström – gitara
- Johan Larsson – gitara basowa
- Björn Gelotte – perkusja